# 28th Regiment of Light Dragoons
Das 28th (or Duke of York’s Own) Regiment of (Light) Dragoons war ein Kavallerieregiment der britischen Armee, das von 1795 bis 1802 bestand.

## Geschichte
Das 28th Regiment of (Light) Dragoons wurde während des Ersten Koalitionskrieges am 25. März 1795 in Schottland aufgestellt. Zu Ehren von Prince Frederick, Duke of York and Albany, wurde es auch Duke of York’s Own Regiment of (Light) Dragoons genannt.
Das Regiment wurde ab 1796 zur Sicherung der britisch besetzten niederländischen Kapkolonie eingesetzt. Es kehrte 1799 nach England zurück und wurde ab 1800 in Irland stationiert.
Nach Ende des Zweiten Koalitionskrieges durch den Frieden von Amiens wurde das Regiment am 25. Juni 1802 in Cork aufgelöst.

## Regimental Colonels
Colonel of the Regiment waren:
- 1795–1798: General Sir Robert Laurie, 1. Baronet (* um 1745; † 1798)
- 1798–1802: Lieutenant-General Miles Staveley (* 1737; † 1814)